# Écluse de Villeséque
L'écluse de Villeséque est une écluse à chambre unique du canal du Midi. Construite vers 1674, elle se trouve à 93,4 km de Toulouse à 122 m d'altitude. Les écluses adjacentes sont l'écluse de Lalande à l'est et l'écluse de Béteille, à l'ouest.
Elle est située sur la commune de Caux-et-Sauzens dans le département de l'Aude en région Occitanie.